# Hearts of Women
Hearts of Women è un cortometraggio muto del 1914 diretto da William Humphrey e Tefft Johnson.

## Produzione
Il film fu prodotto dalla Vitagraph Company of America.

## Distribuzione
Distribuito dalla General Film Company, il film - un cortometraggio in due bobine - uscì nelle sale cinematografiche statunitensi il 24 gennaio 1914.